# San Francesco al Campo
San Francesco al Campo is een gemeente in de Italiaanse provincie Turijn (regio Piëmont) en telt 4440 inwoners (31-12-2004). De oppervlakte bedraagt 15,0 km², de bevolkingsdichtheid is 296 inwoners per km².

## Demografie
San Francesco al Campo telt ongeveer 1768 huishoudens. Het aantal inwoners steeg in de periode 1991-2001 met 13,0% volgens cijfers uit de tienjaarlijkse volkstellingen van ISTAT.
| Jaar | Inwoneraantal |
| ---- | ------------- |
| 1991 | 3849          |
| 2001 | 4351          |
| 2011 | 4825          |
| 2021 | 4847          |

## Geografie
San Francesco al Campo grenst aan de volgende gemeenten: Vauda Canavese, San Carlo Canavese, Rivarossa, Front, Lombardore, San Maurizio Canavese, Leinì.